# 石垣 (魚津市)
石垣（いしがき）は、富山県魚津市の地名。郵便番号は937-0814。
片貝川左岸の段丘上、石垣山の山麓に位置する。谷水の灌漑により中世に開拓された地と伝えられており、縄文期の遺跡もある。

## 歴史
出典（個別に提示されているものを除く）→
- 1889年4月1日 - 下新川郡上野方村の大字となる。
- 1907年 - 魚津より当地を通り東城間に通じる道路（現在の主要地方道石垣魚津インター線）が完成。
- 第二次世界大戦時 - 開発営団によって明治以降から進められていた石垣平の山林開発が完了する[5]。
- 1952年4月1日 - 魚津市の大字となる。

## 経済

### 産業
企業
- 太田建築
- 金光製作所
- 木下通信工業石垣工場
- コマツ富山サービス・レンタルショップ魚津店
- 式斎会館みずほ（斎場）
- セントラル自動車
- 拓友（建設会社）

## 世帯数と人口
2022年（令和4年）8月1日現在の世帯数と人口は以下の通りである。
| 町丁 | 世帯数 | 人口  |
| ---- | ------ | ----- |
| 石垣 | 50世帯 | 137人 |

## 小・中学校の校区
市立小・中学校に通う場合、校区は以下の通りとなる。
| 番地 | 小学校               | 中学校             |
| ---- | -------------------- | ------------------ |
| 全域 | 魚津市立よつば小学校 | 魚津市立西部中学校 |

## 地域

### 施設
福祉
- うらた在宅クリニック老人保健施設ちょうろく

宗教
- 白山社[4]
- 常念寺（真宗大谷派）[4]

## 交通
- 富山県道52号石垣魚津インター線
- 富山県道67号宇奈月大沢野線

## 出身・ゆかりのある人物
- 長勢甚遠（政治家） - 衆議院議員（自民党）[7]。法務大臣。
- 長勢甚正（政治家） - 魚津市議会議員。